# 吴之理
吴之理（1915年8月—2008年8月22日），安徽省泾县人。中华人民共和国政治人物。

## 生平
1932年至1937年，在国立上海医学院学习。抗战爆发后，在南京鼓楼医院实习的吴之理随医院内迁到了汉口。1937年12月的一天回到宿舍，室友戎和卿告诉他新四军有位沈姓医生刚来拜访过。几天后，他们见到了新四军军长叶挺和军医处处长沈其震，经过一番详谈，吴之理、戎和卿与郑逎光这三位上海医学院的同学参加新四军。历任新四军军医处药材科科长，新四军第三支队军医处处长。1942年，任新四军华中医学院教育长。1943年加入中国共产党。1943年任新四军第三师卫生部部长。
抗日战争胜利后，随新四军三师调往东北。任西满军区卫生部部长，东北军区卫生部副部长。
中华人民共和国成立后，任中国人民志愿军卫生部部长。1954年7月19日—1959年2月19日，历任中国人民解放军第二军医大学校长，后升任总后勤部科技部副部长。1962年起，任中国人民解放军空军后勤部卫生部部长。1978年起，任军事医学科学院副院长，顾问。2008年8月22日去世。